# Poa bomiensis
Poa bomiensis là một loài thực vật có hoa trong họ Hòa thảo. Loài này được C.Ling miêu tả khoa học đầu tiên năm 1979.